# Bas Ahmadali
Basharat (Bas) Ahmadali (10 juli 1941 - 27 april 2016) was districtscommissaris in Suriname (1972-1989) en directeur van het Decentralisatieprogramma (DLGP) van de Surinaamse Overheid (1998-2014). Daarnaast heeft hij nog diverse andere functies bekleed binnen de Overheid en het bedrijfsleven.

## Biografie
Basharat Ahmadali werd in 1941 geboren als zoon van Shekh Ahmadali (een Brits-Indische immigrant) en Doerkhanie Ghafoerkhan.
In 1971 behaalde hij zijn Meester in de Rechten aan de Vrije Universiteit Amsterdam, waarna hij terugkeerde naar Suriname en in 1972 werd benoemd tot districtscommissaris, een functie die hij tot 1989 bekleedde. Hij was DC in een periode dat de districten geen eigen budgetten of formele rechten hadden om inkomsten te innen (en dus financieel volledig afhankelijk waren van de centrale overheid). Zodoende ontwikkelde hij een nieuwe manier van bestuursvoering, zoals publiek-private partnerschappen, om het district Saramacca te ontwikkelen. Over deze nieuwe, voor die tijd unieke manier van bestuursvoering was hij voornemens een boek te schrijven, getiteld: The Saramacca District Experience, waarmee hij al vrij ver gevorderd was. Vanwege zijn overlijden heeft hij dit werk niet kunnen afronden. Het zal door zijn kinderen alsnog worden afgerond en beschikbaar worden gesteld aan het publiek.
In 1974 richtte hij het Instituut voor Islamitische Studies en Publicaties (IVISEP) op, dat gedurende acht jaar het maandblad Al Haq uitgaf, evenals vele andere islamitische publicaties.
Vanaf november 1998 was hij verantwoordelijk voor het decentralisatieprogramma van de Surinaamse regering en de Inter-Amerikaanse Ontwikkelingsbank (IDB). Het project was gericht op financiële autonomie voor alle tien districten in Suriname, die voor hun inkomsten en uitgaven volledig afhankelijk waren van de centrale overheid. Dit project werd in december 2014 voltooid, waardoor alle tien districten formele rechten kregen om lokale belastingen te innen.
Voor zijn verdiensten aan de Surinaamse maatschappij (tijdens de Nederlandse Koninkrijksperiode) werd de hij in 1978 onderscheiden met de koninklijke onderscheiding van Officier in de Orde van Oranje Nassau van Koningin Juliana. In 2010 werd hij benoemd tot Commandeur door de President van de Republiek Suriname en in 2014 werd de multifunctionele zaal naast het Districtskantoor van Saramacca naar hem vernoemd.
In de maanden voor zijn overlijden was Ahmadali betrokken bij de voorbereiding van een historisch boek over de Moskee Keizerstraat, de belangrijkste moskee in Suriname van de Surinaamse Islamitische Vereniging. Het boek is na zijn dood, in november 2018, uitgegeven.
Bas Ahmadali overleed op 27 april 2016 en werd op 2 mei 2016 met Staatseer ten grave gedragen. In juni van dat jaar werd een biografie van hem gepubliceerd in The Hope Bulletin, een internationaal islamitisch blad.